# Ducat de Vicenza
El ducat de Vicenza va ser un dels ducats establerts pels longobards a Itàlia, i durant la seva existència, va tenir un paper estratègic en la regió de certa importància.

## Història
La poca informació escrita que hi ha del territori de Vicenza en aquest temps, deriva de Historia Longobardorum de Pau el Diaca. A les palpentes per omplir aquest buit de coneixement de la història, diversos autors locals en l'era moderna han recuperat la tradició oral, en tret deduccions dels noms de llocs, i han situat en els esdeveniments del període llombard fets i persones van viure en diferents èpoques, sovint donant interpretacions que van ser afectades per l'esperit del temps.

### Vicenza en el moment de la conquesta llombarda
Encara que Pau no fa referència a la situació local, es pot suposar que en la segona meitat del segle sisè, després d'haver patit igual que moltes altres ciutats de les conseqüències de la llarga guerra gòtica amb molts edificis en ruïnes, encara parcialment Vicenza envoltada de muralles romanes, estava parcialment despoblada i decadent, amb un ampli espai sense cultiu i les carreteres mal mantingudes. Com una ciutat de menor importància que Verona i Pàdua, no era seu d'un bisbe i hi havia poques famílies riques que vivien a la ciutat.
Igual que la resta del nord d'Itàlia, el deteriorament general de les terres agrícoles va donar un rendiment més baix de cereals; a més de blat, ara poc freqüent, es van conrear farro, ordi, mill, mill cua de guineu i el sègol. Completaven la dieta, verdures, fruites, peix i crancs, i productes silvestres. Es van criar de manera domèstica pollastres casolans, cabres i porcs; bestiar boví i cavalls van ser cosa només de les classes altes.

### Segle VI
El 568 els llombards, abandonant Panònia, van baixar a Itàlia per a l'establiment a Cividale del primer ducat. Juntament amb elements d'altres pobles, els conqueridors van seguir probablement l'estratègica Via Postumia, que va creuar Itàlia del nord d'Aquileia a Gènova, en la qual se situava Vicenza. Van fundar uns altres ducats a Ceneda, avui un barri de Vittorio Veneto i després encreuament important de vies romanes, Treviso i Vicenza, i finalment van ocupar Verona, bastió estratègic a la regió.
Les ciutats situades a la Via Postumia van ser capturats sense trobar resistència, segons alguns historiadors, probablement a causa d'un acord amb els romans d'Orient. Entre elles, Vicenza, segons Pau el Diaca va ser ocupada per Alboí mateix i probablement va ser erigit en seu ducal immediatament, durant la lluita per Pàdua, encara ocupada pels imperials, que cobria un rol estratègic regional de certa importància. El paper de Vicenza va créixer després de la conquesta de Pàdua el 603 i la decadència d'aquesta com a ciutat, seu eclesiàstic i civil, podent llavors Vicenza estendre el seu territori i enfortir la posició de lideratge que va ocupa al nord-est.
Segons alguns autors, els topònim de la regió de Vicenza com Monticello de Fara, prop de Sarego, Fara Vicentino, i Gualda prop de Montecchio Maggiore, testimonien el pas dels longobards a l'àrea de Vicenza. A falta de proves documentals, no està garantit que en aquests llocs tinguessin en realitat assentaments, perquè el vocabulari del temps típic del poble longobard, també va entrar en ús comú del poble romà
En el moment de la seva emigració a Itàlia, els longobards eren cristians de confessió arriana, el que va correspondre a un substrat de tradicions paganes arrelades i els valors tradicionals que constituïren la identitat del grup ètnic. Els habitants de Vicenza eren catòlics, en aquest moment pertanyents al Cisma dels Tres Capítols com el Patriarcat d'Aquileia del que depenien, per tant, estaven en conflicte amb l'emperador romà d'Orient i el Papa de Roma.
No està documentada la construcció de cap església arriana a Vicenza i no se sap que la població s'adherís a les creences dels guanyadors, que probablement foren explotades per tensions religioses i polítiques contra l'Imperi Romà d'Orient, donant importància a la ciutat, que el 589-591 va tenir el seu primer bisbe, Oronzio.

### Segle VII
Si al principi els llombards van restar separats dels italoromans pel que fa a lleis, llocs i estils de vida, a poc a poc, es va produir un acostament entre la minoria llombarda, que mantenia el poder militar i polític, i la majoria de la població, organitzada pel bisbe i tenia una cultura més adaptada a la vida de la ciutat. Un factor determinant va ser l'aprovació dels llombards del catolicisme, procés iniciat per la reina Teodolinda als albors del segle VII i que va durar fins al final del segle, sota el regnat de Cunipert.
El 688-689 el ducat de Vicenza va estar implicat en la rebel·lió d'Alahis, duc de Trent, que havia aconseguit reunir al seu voltant tota la part oriental del regne longobard (de la Longobardia Maior), on les tendències principals entre els ducs llombards eren l'autonomista i la pro-arriana.
Pau el Diaca diu que Alahis va sotmetre les diferents seus ducals "en part per les promeses, en part per la força" i, en el cas de Vicenza, diu que quan l'usurpador es va presentar a les portes de la ciutat els "ciutadans" es van organitzar per presentar batalla contra ell. Van ser derrotats ràpidament però, i es van inclinar cap al pacte amb ell. La revolta d'Alahis va ser aixafada el 689 pel rei Cunipert, que va derrotar i va matar a l'usurpador a la batalla de Coronate.
Els successors d'aquest rei, Liutprand en particular, es va aprofitar de la recent adquirida unitat religiosa dels llombards amb la població nativa, per reafirmar el seu paper com rex totius Italiae, que no és un rei només d'una ètnia - com ho havien estat fins llavors els reis bàrbars - sinó reis territorials.

### Segle VIII
Fins i tot al segle viii, Vicenza sembla haver mantingut el poder polític i econòmic en el territori adquirit en el període anterior. Seria una prova de l'existència d'un majordom a Vicenza, un administrador de béns arrels que contribuïa a les tasques d'interès públic, i una casa de moneda sota el regne del Desideri.
El 698 va ser absorbit també el Cisma Tricapitolí i així va madurar - en el regne llombard en general - una nova situació cultural, com ho demostra una sèrie de factors, com ara la renovació de les decoracions de les esglésies i palaus (encara que a Vicenza els testimonis del Renaixement Liutprandesc són molt pocs), l'abandonament de certes cerimònies funeràries, l'adopció de noms en que molts llombards van prendre noms de tradició romana i cristiana, i molts romans van prendre noms alemanys, compartint la mateixa llengua, tots mostrant que s'estava afeblint el sentit d'identitat de la raça.
Aquests fets relacionats amb la integració entre les dues poblacions i la manca de documents fiables de l'època, fa difícil identificar les persones i llocs que eren sense embuts llombards.

## Els ducs
La Historia Longobardorum de Pau Diaca és l'únic document que mostra el nom dels personatges Vicenza relacionats amb el ducat:
- Vectari (o Wechtari) d'origen vicentí, anomenat Vir Benignus però també "Homus probus, que va exercir suaument el govern sobre el poble", i que durant el regnat de Grimuald (622-671) va ser nomenat duc de Friül des 663-671 [19].

- Duc Peredeu que el 735, durant el regnat de Liutprand, va morir mentre intentava conquerir Ravenna, lluitant contra els romans d'Orient i venecians.

- L'últim duc de Vicenza, Gaidó, que va lluitar contra els francs als marges del riu Livenza, juntament amb el duc Rotgald o Hrodgaud de Friül. Derrotat per Carlemany, van ser no obstant confirmats per ell al càrrec. Dos anys més tard, el 776, tots dos es va rebel·lar contra el rei dels francs, que van arribar a Itàlia per aixafar la revolta en persona. Durant el viatge de tornada, Carlemany es va detenir a Vicenza.[15]

## Edificis religiosos
Diverses tradicions locals, en què es van basar els escriptors de l'edat moderna, atribueixen a l'època longobarda la construcció d'esglésies encara existeixen i dedicades a certs sants als que aquest poble celebrava amb especial reverència, com Sant Jordi i Sant Miquel. En realitat, aquests sants també van ser honrats en altres poblacions - incloent anteriors governants romans d'Orient - i en altres ocasions, abans i més tard. L'escassetat de troballes arqueològiques i la seva data incerta fa problemàtiques aquestes atribucions.
Tampoc és un fonament segur la tradició que algunes esglésies, tot dins d'un radi d'uns pocs quilòmetres del centre històric de la ciutat, van ser construïdes en punts estratègics on els llombards guerrers tenien els llocs de vigilància per controlar el territori. Entre aquests hi ha:
- l'església de Sant Jordi a Gogna[18]
- l'església de Sant Martí a Cresolella e Ponte Marchese[19]
- l'església de Sant Miquel al cementiri de Caldogno[20]
- l'església de Sant Zenó[21] i l'església de Sant Jordi[22] a Costabissara
- l'església de Santa Maria Etiopissa a Polegge[23]

A part del fet que no hi ha documents relacionats amb elles abans del segle x, la seva construcció es remunta al segle viii, és a dir, després de la conversió al catolicisme en un moment en què els llombards, senyors de tot el nord d'Itàlia, no tenia necessitat d'aquestes guarnicions militars.
L'únic troballa certament llombarda consisteix en un fragment conservat a l'església de Sant Martí a Brogliano, prop de Montecchio Maggiore, probablement datada del segle VII i que representa un guerrer armat amb una llança, amb una roba que arribava fins als genolls i cabells llargs dividits per amb ratlla al mig, una de les poques imatges originals existents vestit original llombard a Itàlia. Juntament amb això, l'església conté un altre fragment representant dos paons que beure un got d'aigua, probablement de la mateixa època.

## Els cementiris
En algunes parts del territori de Vicenza (Bassano, Dueville, Sandrigo i Sovizzo) van ser descoberts al segle passat llocs d'enterrament, que contenen objectes - incloent la creu d'or que es troba en Dueville - atribuïbles a la cultura llombarda. Per desgràcia, la manera en què es va fer l'excavació al seu temps, no permeten utilitzar les darreres tècniques, ara comuns en la investigació arqueològica, que permeten obtenir una sèrie de dades significatives sobre els individus enterrats i el que era la seva vida.
Aquests llocs s'han donat diferents interpretacions per diferents autors, una part considera alguns llocs per enterrament després d'una batalla, uns altres pensen en un assentament més estable. Aquesta segona hipòtesi ha estat confirmada per les dades arqueològiques, però l'enterrament prolongat planteja un problema addicional, el que queda són objectes que podrien ser dels llombards o dels romans, ja que les dues poblacions, després d'un període inicial es van integrar cada vegada més adoptant els vestits i robes dels altres, objectes d'ús quotidià, i el llenguatge mateix.